# A Mathematical Theory of Communication
A Mathematical Theory of Communication és un article del matemàtic Claude E. Shannon publicat a Bell System Technical Journal el 1948. Es va canviar el nom de The Mathematical Theory of Communication al llibre homònim de 1949, un petit però significatiu canvi de títol després de comprendre la generalitat d'aquest treball. Es va convertir en un dels articles científics més citats i va donar lloc al camp de la teoria de la informació.

## Publicació
L'article va ser el treball fundacional del camp de la teoria de la informació. Posteriorment es va publicar el 1949 com a llibre titulat La teoria matemàtica de la comunicació (ISBN 0-252-72546-8), que es va publicar com a butxaca el 1963 (ISBN 0-252-72548-4). El llibre conté un article addicional de Warren Weaver, que proporciona una visió general de la teoria per a un públic més general.
L'article de Shannon exposava els elements bàsics de la comunicació:
- Una font d'informació que produeix un missatge
- Un transmissor que opera al missatge per crear un senyal que es pot enviar a través d'un canal
- Un canal, que és el mitjà pel qual s'envia el senyal, que transporta la informació que compon el missatge
- Un receptor, que transforma el senyal de nou en el missatge destinat al lliurament
- Una destinació, que pot ser una persona o una màquina, per a la qual està destinat el missatge

També va desenvolupar els conceptes d'entropia i redundància de la informació i va introduir el terme bit (que Shannon va acreditar a John Tukey) com a unitat d'informació. Va ser també en aquest article que es va proposar la tècnica de codificació Shannon – Fano, una tècnica desenvolupada conjuntament amb Robert Fano .